# Moritz Milatz
Moritz Milatz (nascido em 24 de juno de 1982) é um ciclista alemão, especialista em mountain bike.
Competiu na prova de cross-country em Pequim 2008 e Londres 2012, ficando com a décima sexta e trigésima quarta colocação, respectivamente.